# Csang Ho
Zhang He (Maozhou Town, 167 – Qinzhou District, 231) kínai hadvezér volt, aki Cao Cao hadurat szolgálta a Han-dinasztia uralmának vége felé.
Katonai pályája a 184-es Sárga Turbános Lázadással kezdődött. Később Han Fu és Yuan Shao alatt szolgált, mielőtt átpártolt Cao Caóhoz a guandui csata folyamán. Sok hadjáratban részt vett, beleértve a Yuan Tan, Zhang Lu, Ma Chao és Liu Bei ellenieket is. Cao halála vagyis 220 után fő feladatának tekintette Cao Wei állam megvédését az északról támadó Shu Han-i Zhuge Liang ellen. Egy nyílvessző ütötte seb okozta halálát, mikor a Shu birodalommal harcolt, 231-ben.
Találékonyságáról volt híres, még Zhuge Liang is tartott tőle. Chen Shou, a Három Királyság feljegyzéseinek szerzője Cao Cao öt legjobb hadvezére közé sorolta, Zhang Liaóval, Xu Huanggal, Yue Jinnel és Yu Jinnel együtt. Nagy tiszteletet tanúsított a konfuciánus tudósok iránt, és szorgalmazta, hogy az Öt Klasszikus Mű mesterei a császári udvarban szolgálhassanak.